# Вальмоден, Амалия фон
Амалия София Марианна фон Вальмоден, графиня Ярмутская (англ. Amalie Sophie Marianne von Wallmoden, Countess of Yarmouth, урождённая Амалия фон Вендт ((нем. Amalie von Wendt; 1 апреля 1704 — 19 или 20 октября 1765) — немецкая (ганноверская) аристократка, официальная фаворитка короля Великобритании Георга II с середины 1730-х годов до смерти короля в 1760 году.

## Биография
Амалия родилась 1 апреля 1704 года и была дочерью ганноверского генерала Иоганна Франца Дитриха фон Вендта и его жены Фридерики Шарлотты, урождённой фон дем Буше-Иппенбург.
Семья Амалии имела давние связи с британской королевской семьёй, поскольку британские короли в тот период являлись также курфюрстами Ганновера. Отец Амалии, Иоганн Франц фон Вендт, по мнению ряда современных историков, являлся любовником дяди короля Георга II, Эрнста Августа, герцога Йоркского. Двоюродная бабушка Амалии, Клара Элизабет фон Платен, была официальной фавориткой дедушки короля, ганноверского курфюрста Эрнста Августа.
В 1727 году Амалия вышла замуж за графа Адама Готтлиба фон Вальмодена (1704—1752), от которого у неё родился старший сын, граф Франц Эрнст фон Вальмоден. В 1738 году один из современников назвал её «брюнеткой среднего роста, хорошо сложенной, с прекрасными тёмными глазами».
Графиня Вальмоден впервые привлекла Георга II в 1735 году во время визита короля в Ганновер. В 1736 году она родила сына по имени Иоганн Людвиг фон Вальмоден, который, как говорят, был непризнанным внебрачным ребёнком короля. К 1738 году визиты Георга II в Ганновер к графине Амалии сделались столь многочисленны, что привлекли в себе всеобщее внимание и нашли отражение в поэме «Лондон» известного сатирика Семюэля Джонсона.
Когда в 1737 году скончалась законная супруга короля, королева Каролина Бранденбург-Ансбахская, король пригласил Амалию переселится в Англию.
Однако, только к 1739 году Амалия фон Вальмоден наконец сумела получить развод от мужа (как считается, король заплатил графу Вальмодену за согласие на развод крупную сумму в тысячу дукатов). В 1740 году Амалия фон Вальмоден стала подданной Великобритании и получила пожизненное звание пэра с титулом «графиня Ярмутская» («графиня Ярмут»), став последней королевской фавориткой, удостоенной такой чести. Амалия фон Вальмоден, как считается, не слишком активно вмешивалась в политику, сосредоточившись на отношениях с королём. Тем не менее, современники предполагали, иногда она вмешивалась в политику короля в том, что касалось пожалования пэрства различным лицам (на основе щедрого вознаграждения с их стороны или же личной симпатии — неизвестно).
После смерти короля 25 октября 1760 года Амалия фон Вальмоден вернулась в Ганновер. Она умерла там 19 или 20 октября 1765 года пережив короля на пять лет.
Младший сын Амалии фон Вальмоден (предположительно, от короля), Иоганн Людвиг фон Вальмоден остался с ней при разводе с мужем, графом Вальмоденом, и вырос в Лондоне, в королевских дворцах, где она жила. В дальнейшем он стал фельдмаршалом и главнокомандующим Ганноверской армией. Его сыном и внуком короля Георга II и Амалии был русский и австрийский генерал, герой Наполеоновских войн Людвиг фон Вальмоден.